# انتخابات سال ۲۰۰۴ روسیه
انتخابات سال ۲۰۰۴ روسیه با پیروزی قاطع ولادیمیر پوتین به اتمام رسید.